# Női snowboard cross a 2006. évi téli olimpiai játékokon
A 2006. évi téli olimpiai játékokon a snowboard női snowboard cross versenyszámát február 17-én rendezték Bardonecchiában. Az aranyérmet a svájci Tanja Frieden nyerte meg. A versenyszámban nem vett részt magyar versenyző.
Ez a versenyszám először szerepelt a téli olimpia programjában.

## Eredmények
A selejtezőben minden versenyző két futamot teljesített, a versenyzők jobb időeredményeit rangsorolták, ez alapján az első 16 versenyző jutott tovább. A selejtező időeredményei alapján kerültek besorolásra a versenyzők a negyeddöntő futamaiban. A negyeddöntőtől kieséses rendszerben folytatódott a versenyszám. Minden futamból az első két helyen célba érkező versenyző jutott tovább a következő fordulóba. A harmadik és negyedik helyezettek helyosztó futamokban vettek részt. A rövidítések jelentése a következő:
- Q: továbbjutás időeredmény vagy helyezés alapján

### Selejtező
A vastag betűvel jelzett idő lett az adott versenyző jobb időeredménye.
| Helyezés | Versenyző            | Nemzet                 | 1. futam      | 2. futam      | Mj |
| -------- | -------------------- | ---------------------- | ------------- | ------------- | -- |
| 1.       | Maëlle Ricker        | Kanada (CAN)           | 1:28,99       | 1:27,85       | Q  |
| 2.       | Dominique Maltais    | Kanada (CAN)           | 1:33,03       | 1:29,33       | Q  |
| 3.       | Lindsey Jacobellis   | Egyesült Államok (USA) | 1:30,89       | 1:29,51       | Q  |
| 4.       | Tanja Frieden        | Svájc (SUI)            | 1:30,76       | 1:29,77       | Q  |
| 5.       | Maria Danielsson     | Svédország (SWE)       | 1:30,01       | 2:06,56       | Q  |
| 6.       | Isabel Clark Ribeiro | Brazília (BRA)         | 1:30,12       | 1:31,49       | Q  |
| 7.       | Olivia Nobs          | Svájc (SUI)            | 1:32,02       | 1:30,44       | Q  |
| 8.       | Marie Laissus        | Franciaország (FRA)    | 1:30,46       | 1:30,99       | Q  |
| 9.       | Déborah Anthonioz    | Franciaország (FRA)    | 1:31,22       | 1:30,89       | Q  |
| 10.      | Doresia Krings       | Ausztria (AUT)         | 1:45,53       | 1:30,90       | Q  |
| 11.      | Karine Ruby          | Franciaország (FRA)    | 1:42,51       | 1:31,03       | Q  |
| 12.      | Zoe Gillings         | Nagy-Britannia (GBR)   | 1:46,71       | 1:31,93       | Q  |
| 13.      | Katharina Himmler    | Németország (GER)      | 1:32,15       | 1:33,89       | Q  |
| 14.      | Mellie Francon       | Svájc (SUI)            | 1:32,31       | 1:32,30       | Q  |
| 15.      | Fudzsimori Juka      | Japán (JPN)            | 1:32,46       | 1:32,63       | Q  |
| 16.      | Doris Günther        | Ausztria (AUT)         | 1:32,58       | nem ért célba | Q  |
| 17.      | Erin Simmons         | Kanada (CAN)           | 1:33,24       | 1:32,74       |    |
| 18.      | Carmen Ranigler      | Olaszország (ITA)      | nem ért célba | 1:32,91       |    |
| 19.      | Dominique Vallée     | Kanada (CAN)           | 1:34,76       | 1:33,57       |    |
| 20.      | Juliane Bray         | Új-Zéland (NZL)        | 1:34,45       | 1:39,81       |    |
| 21.      | Emily Thomas         | Ausztrália (AUS)       | 1:37,69       | 1:34,57       |    |
| 22.      | Alekszandra Zsekova  | Bulgária (BUL)         | 1:36,13       | 1:35,50       |    |
| 23.      | Julie Pomagalski     | Franciaország (FRA)    | 1:36,32       | kizárták      |    |

### Negyeddöntők
| Helyezés | K        | Versenyző            | Nemzet                 | Mj             |
| 1. futam | 1. futam | 1. futam             | 1. futam               | 1. futam       |
| -------- | -------- | -------------------- | ---------------------- | -------------- |
| 1.       | 1        | Maëlle Ricker        | Kanada (CAN)           | Q              |
| 2.       | 8        | Marie Laissus        | Franciaország (FRA)    | Q              |
| 3.       | 9        | Déborah Anthonioz    | Franciaország (FRA)    | 9–12. helyért  |
| 4.       | 16       | Doris Günther        | Ausztria (AUT)         | 13–16. helyért |
| 2. futam |          |                      |                        |                |
| 1.       | 4        | Tanja Frieden        | Svájc (SUI)            | Q              |
| 2.       | 5        | Maria Danielsson     | Svédország (SWE)       | Q              |
| 3.       | 13       | Katharina Himmler    | Németország (GER)      | 9–12. helyért  |
| 4.       | 12       | Zoe Gillings         | Nagy-Britannia (GBR)   | 13–16. helyért |
| 3. futam |          |                      |                        |                |
| 1.       | 14       | Mellie Francon       | Svájc (SUI)            | Q              |
| 2.       | 3        | Lindsey Jacobellis   | Egyesült Államok (USA) | Q              |
| 3.       | 6        | Isabel Clark Ribeiro | Brazília (BRA)         | 9–12. helyért  |
| 4.       | 11       | Karine Ruby          | Franciaország (FRA)    | 13–16. helyért |
| 4. futam |          |                      |                        |                |
| 1.       | 2        | Dominique Maltais    | Kanada (CAN)           | Q              |
| 2.       | 15       | Fudzsimori Juka      | Japán (JPN)            | Q              |
| 3.       | 7        | Olivia Nobs          | Svájc (SUI)            | 9–12. helyért  |
| 4.       | 10       | Doresia Krings       | Ausztria (AUT)         | 13–16. helyért |

### Elődöntők
| Helyezés | K        | Versenyző          | Nemzet                 | Mj       |
| 1. futam | 1. futam | 1. futam           | 1. futam               | 1. futam |
| -------- | -------- | ------------------ | ---------------------- | -------- |
| 1.       | 1        | Maëlle Ricker      | Kanada (CAN)           | Q        |
| 2.       | 4        | Tanja Frieden      | Svájc (SUI)            | Q        |
| 3.       | 5        | Maria Danielsson   | Svédország (SWE)       | Kisdöntő |
| 4.       | 8        | Marie Laissus      | Franciaország (FRA)    | Kisdöntő |
| 2. futam |          |                    |                        |          |
| 1.       | 3        | Lindsey Jacobellis | Egyesült Államok (USA) | Q        |
| 2.       | 2        | Dominique Maltais  | Kanada (CAN)           | Q        |
| 3.       | 14       | Mellie Francon     | Svájc (SUI)            | Kisdöntő |
| 4.       | 15       | Fudzsimori Juka    | Japán (JPN)            | Kisdöntő |

### Döntők
A 13–16. helyért
| Helyezés | K  | Versenyző      | Nemzet               | Mj       |
| -------- | -- | -------------- | -------------------- | -------- |
| 1.       | 10 | Doresia Krings | Ausztria (AUT)       | 13. hely |
| 2.       | 16 | Doris Günther  | Ausztria (AUT)       | 14. hely |
| 3.       | 12 | Zoe Gillings   | Nagy-Britannia (GBR) | 15. hely |
| 4.       | 11 | Karine Ruby    | Franciaország (FRA)  | 16. hely |

A 9–12. helyért
| Helyezés | K  | Versenyző            | Nemzet              | Mj       |
| -------- | -- | -------------------- | ------------------- | -------- |
| 1.       | 6  | Isabel Clark Ribeiro | Brazília (BRA)      | 9. hely  |
| 2.       | 9  | Déborah Anthonioz    | Franciaország (FRA) | 10. hely |
| 3.       | 7  | Olivia Nobs          | Svájc (SUI)         | 11. hely |
| 4.       | 13 | Katharina Himmler    | Németország (GER)   | 12. hely |

Kisdöntő
| Helyezés | K  | Versenyző        | Nemzet              | Mj      |
| -------- | -- | ---------------- | ------------------- | ------- |
| 1.       | 14 | Mellie Francon   | Svájc (SUI)         | 5. hely |
| 2.       | 5  | Maria Danielsson | Svédország (SWE)    | 6. hely |
| 3.       | 15 | Fudzsimori Juka  | Japán (JPN)         | 7. hely |
| 4.       | 8  | Marie Laissus    | Franciaország (FRA) | 8. hely |

Nagydöntő
| Helyezés | K | Versenyző          | Nemzet                 |
| -------- | - | ------------------ | ---------------------- |
| Arany    | 4 | Tanja Frieden      | Svájc (SUI)            |
| Ezüst    | 3 | Lindsey Jacobellis | Egyesült Államok (USA) |
| Bronz    | 2 | Dominique Maltais  | Kanada (CAN)           |
| 4.       | 1 | Maëlle Ricker      | Kanada (CAN)           |